# 日和城
日和城（ひわじょう）は、現在の島根県邑智郡邑南町にあった日本の城。

## 歴史
戦国時代は川本温湯城主の石見小笠原氏の配下であった寺本氏の居城であったが、元々はこの地を治めた土屋氏の城であった。その土屋氏が応永20年（1413年）の都治騒動なる土屋氏の内紛によって所領を失うと、この地は石見小笠原氏に分け与えられ、その家臣である寺本氏が日和城に入城した。
日和城は度々戦乱の舞台となり、天文22年（1553年）の小笠原氏と福屋氏の日和合戦と呼ばれる抗争や、弘治3年（1557年）の毛利氏の侵攻では城を守りきったが、永禄元年（1558年）の毛利氏の侵攻では吉川元春が日和城東側向かいにある山に陣城（大谷山城）を築いて圧力を加え、城主の寺本国長は所領安堵と引き換えに降伏した。この時毛利元就は息子の元春に対して「日和落居こそ肝要に候へ、先々是非ともに芸備の衆融けられ候て然るべく候、このまま河本ヘ取り懸り、はたと然るべからず候」と指示を与え、日和城の重要さを訴えている。
寺本氏は降伏後そのまま毛利家の家臣となり、毛利氏が慶長5年（1600年）に関ヶ原の戦いで敗れて防長に移封されるまで、城は存続していたとされる。

## 構造
日和城跡は京太郎山から延びる稜線上に位置しており、城の主郭部は標高496メートルの山頂にあり、現在は主郭跡に江戸時代末期の安政6年/安政7年3月17日/万延元年（1860年）に建立された金毘羅宮が建っている。
山頂中央部に南北に約40m、東西約10mの平坦面があり、これが主郭とされる。主郭を中心に北、南、西側の尾根に郭が存在する。山頂中央部以外の郭は、尾根上に小さな郭を備え、階段状に配置している。西側に伸びる尾根にある削平地は連続竪堀で遮断されており、古城跡と考えられる。この周囲は城の増改築によって、放棄されたと思われる。主郭部の発掘調査では、掘立式の二間続きの建物の存在が確認され、瓦ではなく柿葺き、茅葺きであったと推測される。

## 参考資料
- 日和城跡発掘調査報告書.pdf